# Piptocephalis debaryana
Piptocephalis debaryana är en svampart som beskrevs av B.S. Mehrotra 1960. Piptocephalis debaryana ingår i släktet Piptocephalis och familjen Piptocephalidaceae.   Inga underarter finns listade i Catalogue of Life.